# Lynchagalma utricularia
Lynchagalma utricularia är en nässeldjursart som först beskrevs av Claus 1879.  Lynchagalma utricularia ingår i släktet Lynchagalma och familjen Agalmatidae. Inga underarter finns listade i Catalogue of Life.